# In principatu commutando saepius nil, praeter domini nomen, mutant pauperes
La locuzione latina In principatu commutando saepius nil, praeter domini nomen, mutant pauperes, tradotta letteralmente, significa nel cambiare il governo i poveri spesso non cambiano niente oltre al nome del padrone. (Fedro)
Conseguenza tratta dalla favola dell'asino e il pastore.

Un pastore che pascolava un asinello, atterrito dalle grida dei ladri sopravvenienti, consigliò al paziente animale di fuggire. Forse -domandò l'asino- mi metteranno due basti? - Oh, no! - E allora che m'importa di cambiar padrone? 